# ModulArt
 (avril 2015).
- Si vous ne connaissez pas le sujet, laissez ce bandeau (vous pouvez alors contacter les auteurs).
- Si vous supprimez le contenu mis en cause (vous pouvez préalablement contacter les auteurs),

argumentez précisément cette suppression dans la page de discussion
(un manque de référence n'est pas un argument ; une recherche réelle de référence doit avoir été effectuée, être formellement documentée).
ModulArt désigne des œuvres d’art qui se composent d’un nombre d’éléments plus petits, standardisés (les modules) pour créer une surface ou un objet plus large et complexe. Les modules sont librement interchangeables de telle façon de pouvoir assembler – ou moduler – une nouvelle œuvre d’art, différente de la configuration d’origine.

## Source
Historiquement, les objets d’art modifiables existaient déjà depuis la Renaissance, par exemple le triptyque « Le Jardin des Plaisirs Terrestres » de Hieronymus Bosch ou d’autres retables modifiables comme celui d’Isenheim de Matthias Grünewald  ou le retable Paumgartner de Albrecht Dürer qui permettraient de montrer les différents motifs suivant les sujets changeants du calendrier ecclésiastique.
Pendant la seconde moitié du XXe siècle, divers artistes ont exploré de manière récurrente les techniques avec modules, dans l’espoir partagé de dépasser la nature statique de l’art conventionnel voire d’introduire la notion du mouvement.
Des techniques et applications diverses ont été développées, initialement en architecture, puis dans le domaine du design et des arts plastiques. Quelques-uns de ces œuvres ont été appelés ModulArt faisant preuve d’une notion, conception assez répandue pour réaliser les objets d’art qui pourront adopter d’autres formes par leurs qualités de flexibilité.
En 1986, l'artiste français Jean-Lucien Guillaume crée le concept de MODUL’ART, qui se compose d’un ensemble de quatre formes géométriques élémentaires sur la base d'un carré de 25cm x 25cm (carré, quart de cercle, triangle isocèle rectangle, rectangle). MODUL'ART offre ainsi une infinité de possibilités combinatoires se déclinant sous la forme de constructions purement géométriques, de figures, de pictogrammes, de lettres ou de mots génériques. Les œuvres de Jean-Lucien Guillaume qu'elles soient planes ou en volume s'inscrivent à la fois dans le champ de la peinture et dans le champ de la sculpture. Dès 1988, les empilements MODUL'ART sont apparus. Ils se composent de modules emboutis dans différents revêtements de sol en PVC soit avec les propres outils de découpe de l'artiste et directement à l'usine de Tarare avec le partenariat de Gerflor (anciennement Taraflex).

## Exemples
- En France, différentes œuvres MODUL'ART de Jean-Lucien Guillaume figurent dans des collections publiques telles: Fonds National d'Art Contemporain, (FNAC), Paris, France (Do it yourself, 1993) et Fonds régional d'art contemporain (FRAC) Rhône-Alpes / Institut d'art contemporain de Villeurbanne  (Censure, 1988), (Le monde de demain, 1989)
- En Argentine le ModulArt est appliqué à des cubes artistiques modifiables
- Aux États-Unis en tant qu’art du papier peint modifiable
- En musique, le "Votre Faust" du compositeur liégeois Henri Pousseur, sur un texte de Michel Butor, invite les auditeurs à sélectionner, par vote ou par coup de dés, l’ordre des mouvements (1969) [1],[2].
- En Italie le compositeur Stefano Vagnini compose en modulaire[3],[4].
- En Italie et l’Allemagne sous forme meubles design modifiables.
- En Allemagne sous la forme des peintures modifiables.
- En Belgique, Modulart est une société qui construit des maisons modulaires en béton en une journée. Une autre forme d'art Modul-art pour Modul-aire.

Le dénominateur commun de ces différentes expressions consiste en une série de modules initiaux rectangulaires ou des cubes à la base d’une structure plus complexe. Le cube artistique, p. ex. ressemble au cube de Rubik, les papiers peints et les meubles design sont basés sur les rectangles respectivement les cubes qui peuvent être déplacés entre eux. Ainsi, le ModulArt abandonne la conception d’une forme préconçue et stable : le créateur, propriétaire ou utilisateur d’une pièce ModulArt est invité à la transformer. Dans ce processus, non seulement l’aspect physique mais également le contenu ont subi une transformation et un développement significatifs.

## ModulArt et arts plastiques
En termes d’origines esthétiques, ModulArt doit ses concepts aux idées d’Arte Povera selon lesquelles les œuvres d’art « ne devraient pas être considérés comme des réalisations fixes » mais plutôt comme des objets changeants, modifiables pour « introduire la notion du temps et de l’espace avec les nouvelles techniques. Le but visé est de transporter la phénoménologie des expériences humaines » dans l’art . 
L'œuvre MODUL'ART de Jean-Lucien Guillaume se réfère également aux artistes-architectes du Bauhaus avec notamment l'invention des pictogrammes en 1920 par Otto Neurath qui repose, en effet, sur un découpage simplifié à l'extrême des surfaces en cercles et carrés égaux. Jean-Lucien Guillaume, avec ses quatre formes géométriques élémentaires, ses mots et métaphores, s'efforce de communiquer dans un langage simple avec le spectateur.  Le module de plastique peut tout faire, tout dire, il est ciel et paysage, poussière et potentiel, en un mot, il est EVASION. Rien mène à jouer de tout, pour oublier, pour croire, pour communiquer avec de simples modules de Taraflex, avec MODUL'ART. Le plastique fait la plastique et le titre fait le contenu. Selon Jean-Louis Maubant, dans un texte intitulé: "De l'artiste en habit d'illusionniste" publié en mai 1990 dans le catalogue d'exposition de la Maison du livre, de l'image et du son à Villeurbanne.
Dans la littérature de l’histoire de l’art, ModulArt a été mentionné la première fois en 1975 en Allemagne comme « une forme d’art consistant en des éléments inter-changeables  qui – contrairement à l’art cinétique – ne sont pas en mouvement mais qui transfère l’objet dans un nouvel état d’être en déplaçant ses parts mobiles » .
L’artiste américaine Mitzi Cunliffe avait développé à Manchester dans les années 1950 à 1960 des sculptures composées de plusieurs éléments d’environ douze pouces carrés, qu’elle assemblait dans des combinaisons diverses afin de rendre un effet sculptural dans des dimensions plus larges. Elle les a appelées les "sculptures modules" . L’Université de Manchester et l’Institut de Science et Technologie de l’Université de Manchester ont acquis quelques exemplaires.

## ModulArt et la peinture
Depuis le milieu des années 1990, l’artiste grecque Leda Luss Luyken a développé ModulArt en Allemagne dans le domaine de la peinture. Les toiles standardisées sont fixées comme modules sur un encadrement en acier d’une manière qu’elles demeurent interchangeables. Le ModulArt de Luyken a été montré dans de nombreuses galeries et d’exposition de musées à travers toute l’Europe, parmi eux, dans le Musée Grassi à Leipzig (1996), dans le Haus der Kunst à Munich (2001 et 2004) et de même dans le Stadtmuseum à Weimar (2008).
Avec les modules rectangulaires et (x) figurant le nombre de modules utilisés, 4∧x * x ! possibilités de change ou modulations sans le résultat pour ce tableau particulier. Changer la configuration de base d’une peinture entraîne une variation du sujet, une esthétique transformée et un nouveau contenu. La peinture est en mouvement et offre des aspects et des interprétations alternatives et ainsi correspond plus directement à la phénoménologie des expériences humaines (Carolyn Christov-Bakargiev). Historien d’art et théoricien Denys Zacharopoulos a décrit ce phénomène en 2008 comme « une nouvelle forme de mouvement  en peinture » .
ModulArt introduit deux éléments clé de la composition musicale et du cinéma dans le domaine de la peinture : variation d’un sujet et mouvement de et au-dedans de la peinture. Cette méthode enrichie la multitude des techniques picturales de sa nature statique précédente aux élans mouvementés de la vie. ModulArt prépare dans le domaine de la peinture le chemin pour la communication interactive du XXIe siècle car le spectateur peut jouer avec des modulations d’un tableau ModulArt à son libre choix.
Selon Georg Baselitz, « un tableau est créé pour se débarrasser des vieilles images et produire ce qui n’a pas encore été imaginé », ModulArt met cette théorie en pratique car elle permet de décomposer et de recomposer une peinture déjà achevée, ainsi les transformations nombreuses sont possibles créant des nouvelles images pas encore conçues auparavant.  
La recomposition des images et des sujets correspond aux théories moléculaires et fragmentaires dans les Sciences Naturelles ainsi qu’aux théories transitoires ou à l’idée Black Swan en mathématique et dans les sciences humaines. Ceci produit dans une manière artistique des images rares et difficiles à prévoir, qui sont au-delà des attentes normales, des cas particuliers incontrôlables et imprévus.

## Films
- Animations MODUL'ART, vidéo de Charles Picq, Lyon (France) 1988
- de Panta rei, Leda Luss-Luyken's ModulArt, 3 min 30 s film Berlin, 15 min, 2005;
- ModulArt, by Roman Angelos, London, 2 min, 2008;
- Leda Luss Luyken: ModulArt, TV Feature de Peider Defilla pour BRα - ARD TV, Munich, 15 min, 2011.

## Muséum exhibitions
- 1994		Jean-Lucien Guillaume, "Varium et Mutabile" du 9 juin au 23 juillet 1994, Institut d'Art Contemporain, Villeurbanne (France)  c.f. catalogue d'exposition
- 1996		Museum Grassi in Leipzig | Palympsistos |
- 2001		Haus der Kunst | München | K 01 |
- 2003		Abgusssammlung Antiker Plastik | Berlin | 4Olympia04 |
- 2004		Haus der Kunst | München | K 04 |
- 2008		Stadtmuseum in Weimar| Greek Spirit |
- 2010		Jean-Lucien Guillaume, Bozar, "Canvas collectie", 2010, Bruxelles (Belgique)  c.f. catalogue d'exposition

## Galerie

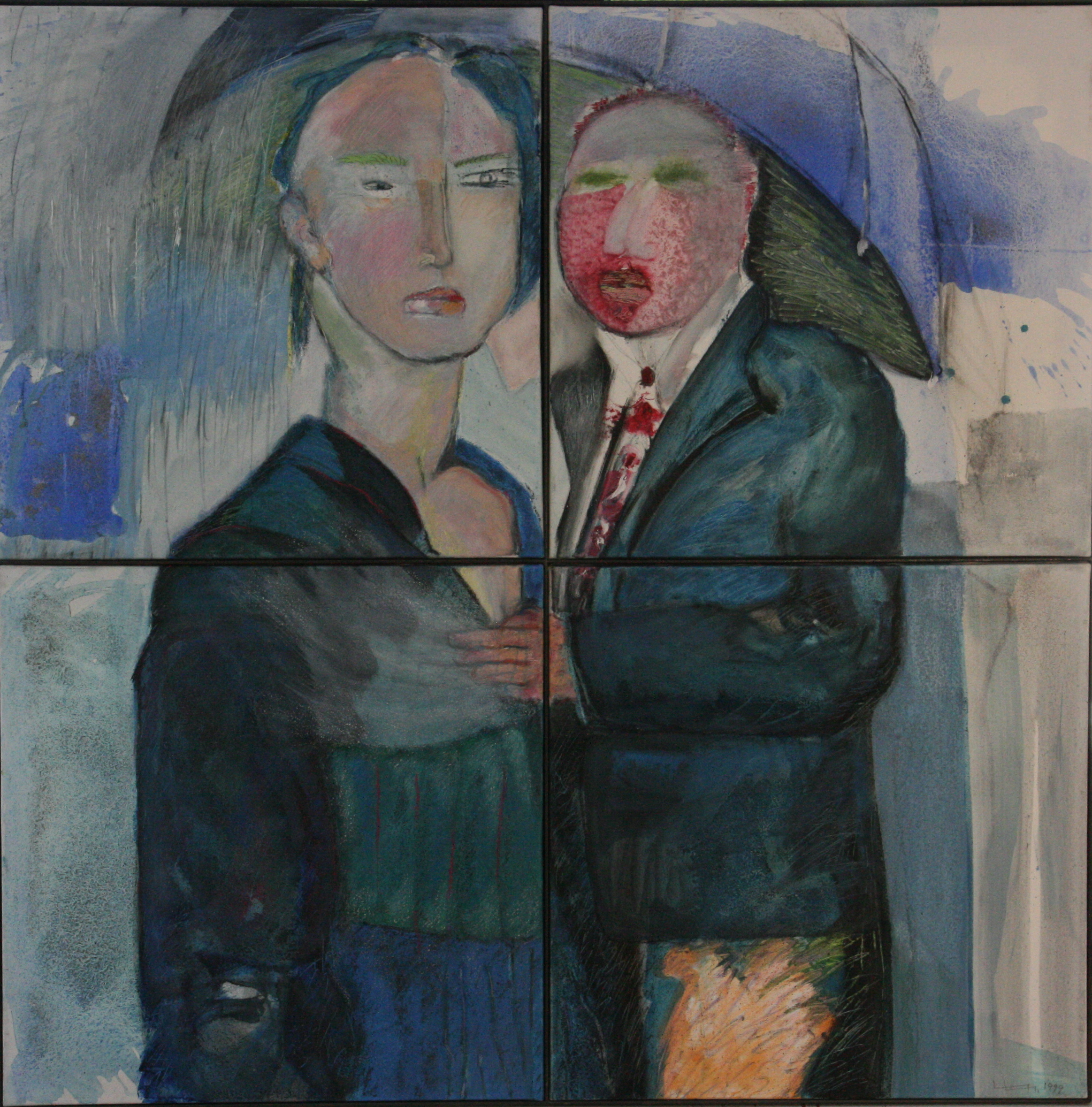
The Impossibility to Make it, Leda Luss Luyken :ModulArt, The Couple.
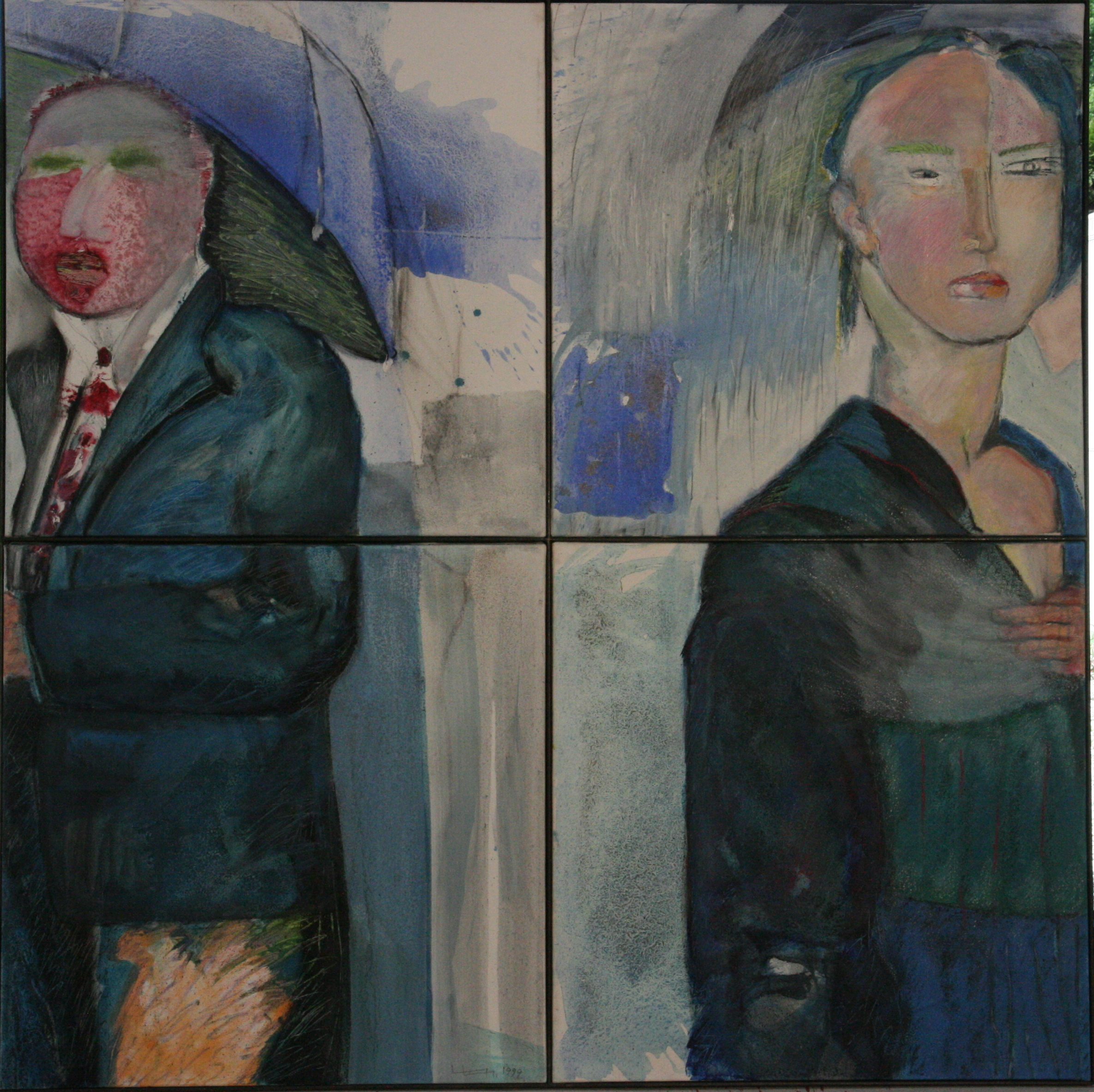
The Possibility to Make it, Leda Luss Luyken :ModulArt, The Couple, modulation 1.
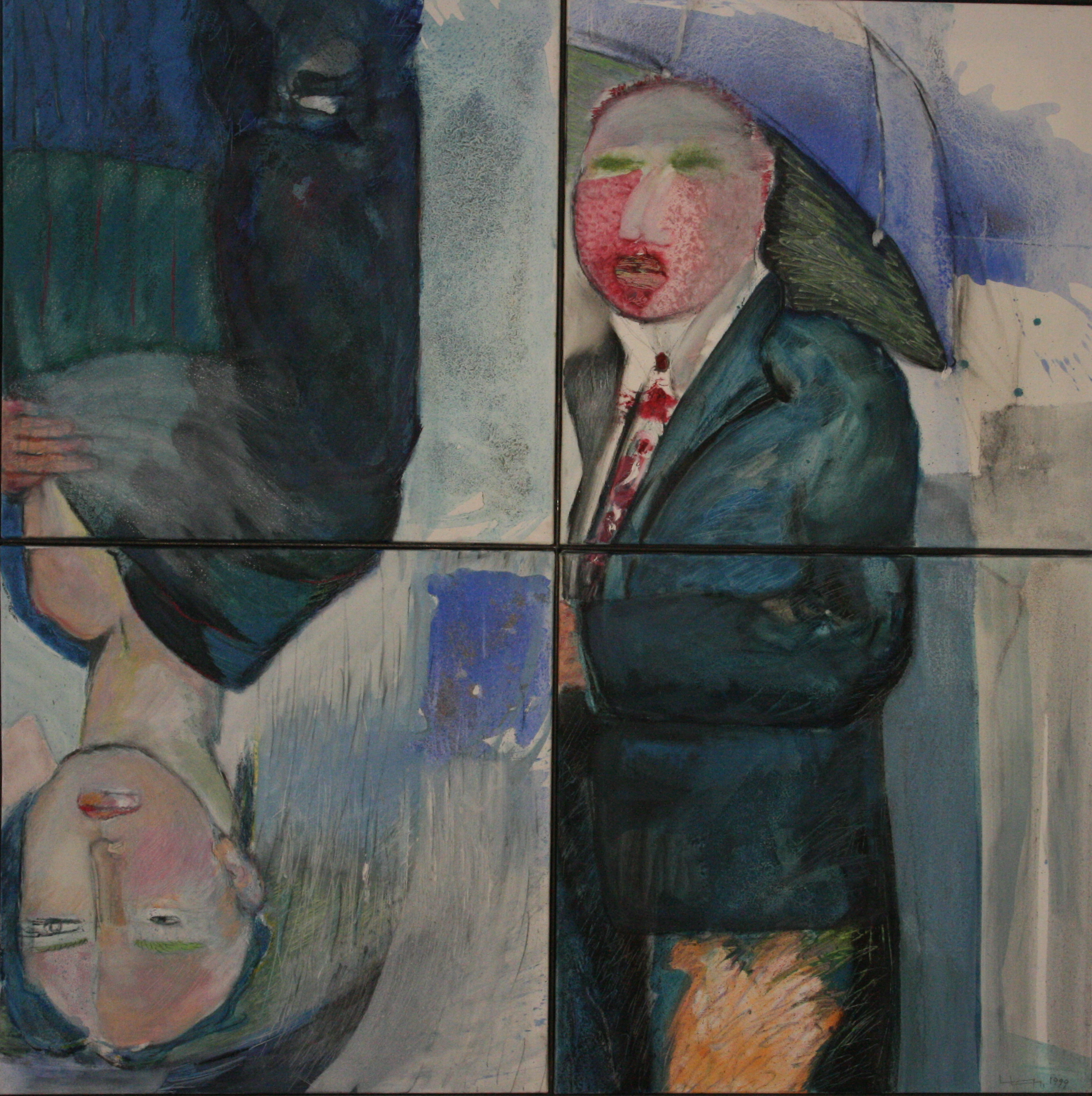
A Never-ending Story, Leda Luss Luyken :ModulArt, The Couple, modulation 2.
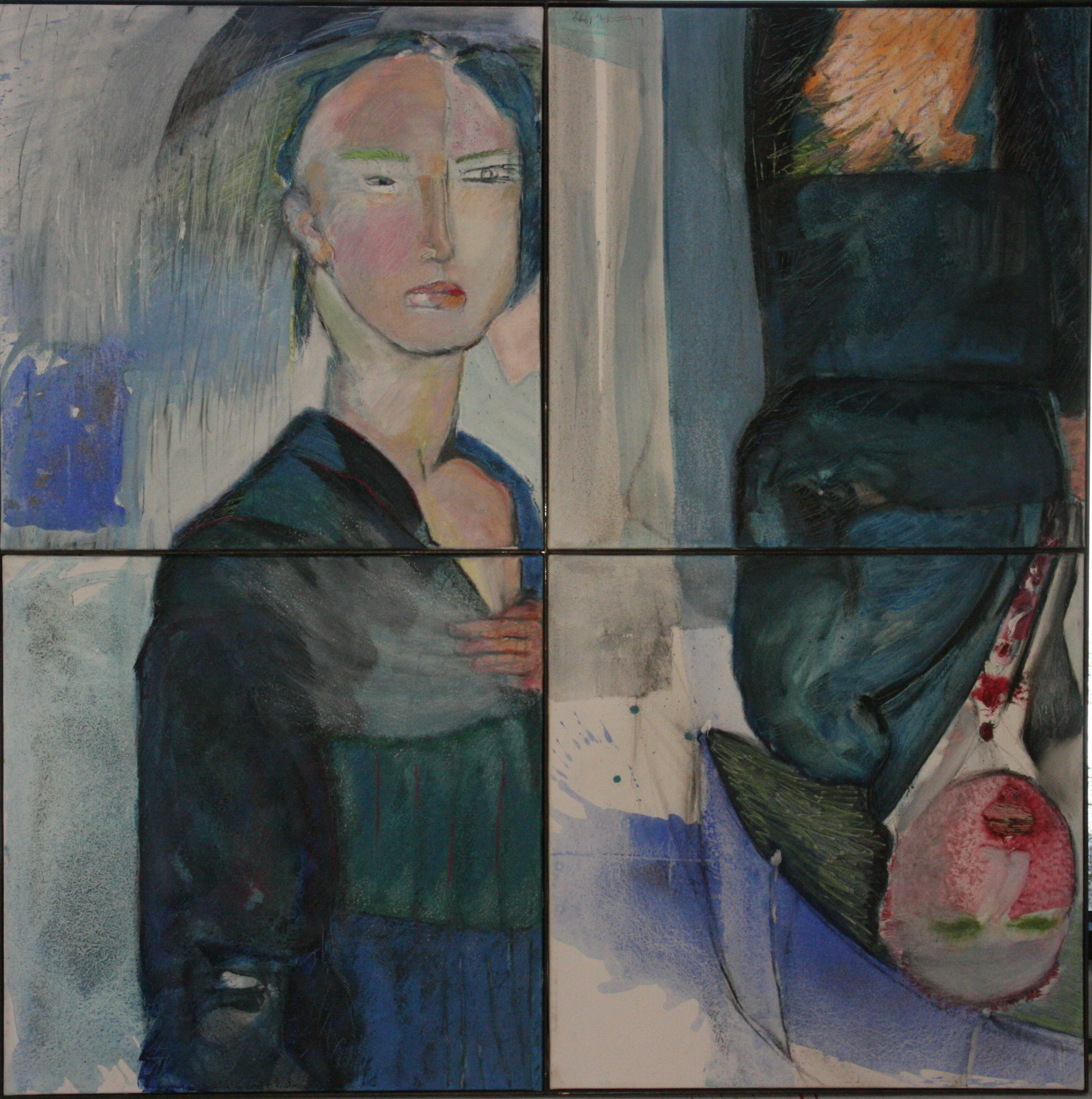
A Never-ending Story, Leda Luss Luyken :ModulArt, The Couple, modulation 3.
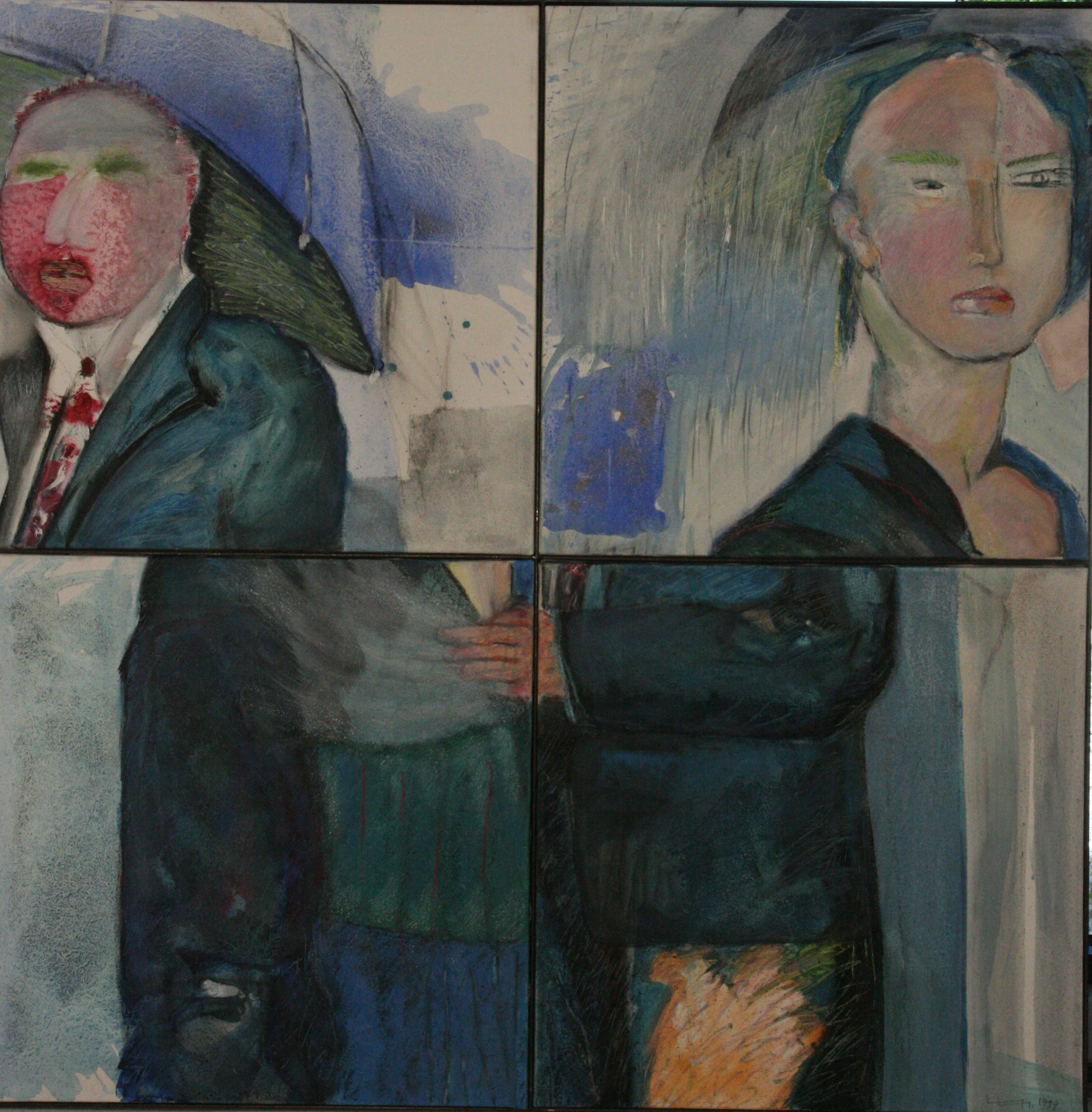
A Never-ending Story, Leda Luss Luyken :ModulArt, The Couple, modulation 4.